# 新疆军区独立骑兵第三团
新疆军区独立骑兵第三团，是中国人民解放军新疆军区曾经下辖的一个独立骑兵团。其人员大多为维吾尔族、柯尔克孜族等少数民族。

## 历史概述

### 三区革命
该团前身可追溯至新疆民族军特克斯骑兵第一团，于1945年4月8日民族军整编完毕后成立，随即投入三区革命，与国民革命军在北疆进行多场战役战斗。尽管民族军成分复杂，其中有不少支持新疆独立运动、泛突厥主义的势力，这些试图将三区革命引导到使新疆脱离中国、对汉族人进行仇杀的道路上，但特克斯骑兵第一团则更偏向于阿不都克里木·阿巴索夫所属的共产主义者派系，共产主义者则反对新疆独立、民族歧视及民族仇杀，希望民族团结，将斗争方向引导到单纯反对国民政府和资本主义的共产主义道路上。
1945年7月，新疆民族军主力向塔城、阿勒泰地区进军，尔后挺进准噶尔盆地。9月下旬，民族军进抵玛纳斯河西岸，与国民革命军隔河对峙，威胁迪化(今乌鲁木齐)。此时，部队发展到13个团共3万余人。1946年6月，苏联停止了对民族军的协助，民族军按照三区临时政府与国民党政府谈判签订的协议进行整编，部队减为6个团共1.3万余人。1947年，国民党政府撕毁协议，进攻阿勒泰和玛纳斯地区，民族军奋起抗击，得以成功保卫住三区。
从1948年起，民族军按照中国人民解放军政治工作原则和方法加强部队建设，使官兵关系和军民关系得到改善。

### 加入解放军
1949年10月，民族军为接应中国人民解放军入疆，自玛纳斯河以西分别进至东疆和南疆。12月上旬，一部到达迪化，与第一野战军第一兵团会合。根据中央人民政府人民革命军事委员会1949年12月22日的命令，民族军于1950年1月10日在伊宁正式改编为中国人民解放军第5军。辖第13、14师和6个步兵团，2个骑兵团，共1.3万多人，归第一野战军暨西北军区建制。特克斯骑兵第一团被扩编为中国人民解放军第五军第十三师，师长买买提明·伊敏诺夫，政委马洪山。驻喀什，下辖：
- 37团驻扎阿克苏，团长巴依扎阔夫·阿曼托尔（巴依扎提夫·阿满土尔），政委王刚真
- 38团驻扎喀什，团长马木托夫·库尔班（买合买托付·库尔班）
- 39团驻扎和田，团长艾波德列依木·沙木沙克（阿不都热衣木·沙木沙克），政委黄威

1953年，第十三师缩编为新疆军区独立骑兵第三团，归南疆军区。
1962年，中印边境战争爆发，骑三团作为主力参加了西线战役，受领了奔袭羌山口“阿印10号”据点的任务，计划乘车至作战地点。当第一辆汽车（载重机枪 1 个班，步兵 2 个班）搜索至距印军阵地前沿100余米处，突遭猛烈射击，车被击毁，司机牺牲，车上战士难以下车。维吾尔族战士机枪连班长司马义·买买提挺身而起，用冲锋枪猛烈射击，同时令本班机枪手用架在车上的重机枪射击。在激烈的战斗中，司马义·买买提胸部肩部多处负伤，忍着剧烈伤痛，将身体紧紧地靠在车厢上，继续射击吸引印军火力，并以重机枪向印军射击，掩护战友下车战斗。此时，印军火力减弱，战士迅速跳下车，向印军阵地勇猛冲击。第二辆车赶到后，3个步兵班同时攻击，仅6分钟即歼灭了守军。司马义·买买提看到印军举手投降的情景后，含笑牺牲。战后，国防部授予司马义·买买提战斗英雄称号，追记一等功。
1969年，骑三团建制撤销，其下属六个连队均融入新成立的陆军第六师。这些连队一直保留至今，其主要成员仍为新疆少数民族。

## 沿革
参考资料：
| 部隊番號               | 使用時期            |
| ---------------------- | ------------------- |
| 民族军特克斯骑兵第一团 | 1945年4月-1950年1月 |
| 中国人民解放军第十三师 | 1950年1月-1953年5月 |
| 新疆军区独立骑兵第三团 | 1953年5月-1969年4月 |